# Liste der Nummer-eins-Hits in Italien (1964)
Diese Liste der Nummer-eins-Hits basiert auf den Charts des italienischen Musikmagazins Musica e dischi im Jahr 1964. Es gab in diesem Jahr zehn Nummer-eins-Singles. Außerdem setzten im November des Jahres die monatlichen Albumcharts ein, worin es bis Jahresende eine einzige Nummer eins gab.

## Singles
| ← 1963 ← | Liste der Nummer-eins-Hits in Italien (M&D) | Liste der Nummer-eins-Hits in Italien (M&D) | Liste der Nummer-eins-Hits in Italien (M&D)                                 | 1965 → |
| \| Zeitraum \| Wo. ges. \| Interpret \| Titel Autor(en) \| Zusätzliche Informationen \| \| (Zeitraum, Wochen auf Platz eins, Interpret, Titel, Autor[en], zusätzliche Informationen) \| \| \| \| \| \| ----------------------------------------------------------------------------------------- \| -------- \| ------------------ \| --------------------------------------------------------------------------- \| ----------------------------------------------------------------------------------------------------------------------------------------------------------------------------------------------------------------------------------------------- \| \| 52. Woche 1963 – 1. Woche 1964 2 Wochen \| 2 \| Jimmy Fontana \| Non te ne andare Jimmy Fontana, Gianni Meccia, Lilli Greco \| – \| \| 2.–4. Woche 3 Wochen (insgesamt 5) \| 5 \| Edoardo Vianello \| O mio Signore Edoardo Vianello, Mogol \| – \| \| 5.–6. Woche 2 Wochen \| 2 \| Rita Pavone \| Che m’importa del mondo Franco Migliacci, Luis Enriquez \| Das Lied stammte aus dem Film Die Nackte von Damiano Damiani, worin es von Catherine Spaak interpretiert wurde.[1] Die ebenfalls erfolgreiche A-Seite war Datemi un martello, eine italienische Version des Pete-Seeger-Hits If I Had a Hammer. \| \| 7.–15. Woche 9 Wochen \| 9 \| Bobby Solo \| Una lacrima sul viso Bobby Solo, Mogol \| Zusammen mit Frankie Laine beim Sanremo-Festival 1964 präsentiert, konnte das Lied einen Nummer-eins-Erfolg erzielen. \| \| 16.–19. Woche 4 Wochen \| 4 \| Gigliola Cinquetti \| Non ho l’età Mario Panzeri, Nicola Salerno, Gene Colonnello \| Das Siegerlied das Sanremo-Festivals, dort zusammen mit Patricia Carli präsentiert, erreichte erst in seiner elften Chartwoche die Spitzenposition, nachdem es auch den Eurovision Song Contest 1964 gewonnen hatte. \| \| 20.–26. Woche 7 Wochen \| 7 \| Mina \| È l’uomo per me Diane Hildebrand, Gaspare Gabriele Abbate, Vito Pallavicini \| Es handelt sich um eine Coverversion des Liedes He Walks Like a Man von Jody Miller. \| \| 27.–29. Woche 3 Wochen \| 3 \| Adriano Celentano \| Il problema più importante Luciano Beretta, Miki Del Prete, Rudy Clark \| Mit einem Cover des Liedes If You Gotta Make a Fool Somebody von James Jay Raymond gelang Celentano ein Nummer-eins-Hit. \| \| 30.–42. Woche 13 Wochen \| 13 \| Gianni Morandi \| In ginocchio da te Franco Migliacci, Bruno Zambrini \| Das Lied bildete den Titelsong des gleichnamigen italienischen Films, dessen Hauptfigur von Morandi gespielt wurde. \| \| 43.–46. Woche 4 Wochen \| 4 \| Richard Anthony \| La mia festa Herbert Wiener, John Gluck, Mogol, Richard Anthony, Wally Gold \| Mit einer italienischen Version des Liedes It’s My Party von Lesley Gore schaffte der französische Sänger in Italien eine Spitzenplatzierung. \| \| 47. Woche 1964 – 4. Woche 1965 11 Wochen \| 11 \| Gianni Morandi \| Non son degno di te Franco Migliacci, Bruno Zambrini \| Der Titelsong des gleichnamigen italienischen Films mit Morandi in der Hauptrolle wurde ein Nummer-eins-Hit. \| |                                             |                                             |                                                                             | |
| ← 1963 |                                             |                                             |                                                                             | → 1965 → |
| Zeitraum | Wo. ges.                                    | Interpret                                   | Titel Autor(en)                                                             | Zusätzliche Informationen |
| (Zeitraum, Wochen auf Platz eins, Interpret, Titel, Autor[en], zusätzliche Informationen) |                                             |                                             |                                                                             | |
| 52. Woche 1963 – 1. Woche 1964 2 Wochen | 2                                           | Jimmy Fontana                               | Non te ne andare Jimmy Fontana, Gianni Meccia, Lilli Greco                  | – |
| 2.–4. Woche 3 Wochen (insgesamt 5) | 5                                           | Edoardo Vianello                            | O mio Signore Edoardo Vianello, Mogol                                       | – |
| 5.–6. Woche 2 Wochen | 2                                           | Rita Pavone                                 | Che m’importa del mondo Franco Migliacci, Luis Enriquez                     | Das Lied stammte aus dem Film Die Nackte von Damiano Damiani, worin es von Catherine Spaak interpretiert wurde. Die ebenfalls erfolgreiche A-Seite war Datemi un martello, eine italienische Version des Pete-Seeger-Hits If I Had a Hammer. |
| 7.–15. Woche 9 Wochen | 9                                           | Bobby Solo                                  | Una lacrima sul viso Bobby Solo, Mogol                                      | Zusammen mit Frankie Laine beim Sanremo-Festival 1964 präsentiert, konnte das Lied einen Nummer-eins-Erfolg erzielen. |
| 16.–19. Woche 4 Wochen | 4                                           | Gigliola Cinquetti                          | Non ho l’età Mario Panzeri, Nicola Salerno, Gene Colonnello                 | Das Siegerlied das Sanremo-Festivals, dort zusammen mit Patricia Carli präsentiert, erreichte erst in seiner elften Chartwoche die Spitzenposition, nachdem es auch den Eurovision Song Contest 1964 gewonnen hatte.                         |
| 20.–26. Woche 7 Wochen | 7                                           | Mina                                        | È l’uomo per me Diane Hildebrand, Gaspare Gabriele Abbate, Vito Pallavicini | Es handelt sich um eine Coverversion des Liedes He Walks Like a Man von Jody Miller. |
| 27.–29. Woche 3 Wochen | 3                                           | Adriano Celentano                           | Il problema più importante Luciano Beretta, Miki Del Prete, Rudy Clark      | Mit einem Cover des Liedes If You Gotta Make a Fool Somebody von James Jay Raymond gelang Celentano ein Nummer-eins-Hit. |
| 30.–42. Woche 13 Wochen | 13                                          | Gianni Morandi                              | In ginocchio da te Franco Migliacci, Bruno Zambrini                         | Das Lied bildete den Titelsong des gleichnamigen italienischen Films, dessen Hauptfigur von Morandi gespielt wurde. |
| 43.–46. Woche 4 Wochen | 4                                           | Richard Anthony                             | La mia festa Herbert Wiener, John Gluck, Mogol, Richard Anthony, Wally Gold | Mit einer italienischen Version des Liedes It’s My Party von Lesley Gore schaffte der französische Sänger in Italien eine Spitzenplatzierung.                                                                                                |
| 47. Woche 1964 – 4. Woche 1965 11 Wochen | 11                                          | Gianni Morandi                              | Non son degno di te Franco Migliacci, Bruno Zambrini                        | Der Titelsong des gleichnamigen italienischen Films mit Morandi in der Hauptrolle wurde ein Nummer-eins-Hit. |

## Alben
| ← 1963 ← | Liste der Nummer-eins-Alben in Italien (M&D) | Liste der Nummer-eins-Alben in Italien (M&D) | Liste der Nummer-eins-Alben in Italien (M&D) | 1965 →                                                                                          |
| \| Zeitraum \| Mt. ges. \| Interpret \| Titel \| Zusätzliche Informationen \| \| (Zeitraum, Monate auf Platz eins, Interpret, Titel, zusätzliche Informationen) \| \| \| \| \| \| ------------------------------------------------------------------------------ \| -------- \| ------------------------ \| -------------------------- \| ----------------------------------------------------------------------------------------------- \| \| November 1964 – Dezember 1964 2 Monate \| 2 \| Verschiedene Interpreten \| I successi dell’estate ’64 \| Erstes Nummer-eins-Album der M&D-Charts war eine Sommerhit-Kompilation des Labels RCA Italiana. \| |                                              |                                              |                                              |                                                                                                 |
| ← 1963 |                                              |                                              |                                              | → 1965 →                                                                                        |
| Zeitraum | Mt. ges.                                     | Interpret                                    | Titel                                        | Zusätzliche Informationen                                                                       |
| (Zeitraum, Monate auf Platz eins, Interpret, Titel, zusätzliche Informationen) |                                              |                                              |                                              |                                                                                                 |
| November 1964 – Dezember 1964 2 Monate | 2                                            | Verschiedene Interpreten                     | I successi dell’estate ’64                   | Erstes Nummer-eins-Album der M&D-Charts war eine Sommerhit-Kompilation des Labels RCA Italiana. |

## Jahreshitparade
| ← 1963 ← | Liste der Nummer-eins-Hits in Italien (M&D)                                              | Liste der Nummer-eins-Hits in Italien (M&D) | Liste der Nummer-eins-Hits in Italien (M&D) | 1965 →   |
| \| Position# \| Singles \| \| --------- \| ---------------------------------------------------------------------------------------- \| \| 1 \| Una lacrima sul viso Bobby Solo Bobby Solo, Mogol \| \| 2 \| In ginocchio da te Gianni Morandi Franco Migliacci, Bruno Zambrini \| \| 3 \| La vendemmia dell’amore Marie Laforêt Daniele Pace, Danyel Gérard, Michel Jourdan \| \| 4 \| Amore scusami John Foster Gino Mescoli, Vito Pallavicini \| \| 5 \| Cin cin Richard Anthony Charles Blackwell, Vito Pallavicini \| \| 6 \| Città vuota Mina Giuseppe Cassia, Doc Pomus, Mort Shuman \| \| 7 \| È l’uomo per me Mina Diane Hildebrand, Gaspare Gabriele Abbate, Vito Pallavicini \| \| 8 \| Il problema più importante Adriano Celentano Luciano Beretta, Miki Del Prete, Rudy Clark \| \| 9 \| Non ho l’età Gigliola Cinquetti Mario Panzeri, Nicola Salerno, Gene Colonnello \| \| 10 \| Angelita di Anzio Los Marcellos Ferial Carlo Timò, Marcello Minerbi, Tullio Romano \| |                                                                                          |                                             |                                             |          |
| ← 1963 |                                                                                          |                                             |                                             | → 1965 → |
| Position# | Singles                                                                                  |                                             |                                             |          |
| 1 | Una lacrima sul viso Bobby Solo Bobby Solo, Mogol                                        |                                             |                                             |          |
| 2 | In ginocchio da te Gianni Morandi Franco Migliacci, Bruno Zambrini                       |                                             |                                             |          |
| 3 | La vendemmia dell’amore Marie Laforêt Daniele Pace, Danyel Gérard, Michel Jourdan        |                                             |                                             |          |
| 4 | Amore scusami John Foster Gino Mescoli, Vito Pallavicini                                 |                                             |                                             |          |
| 5 | Cin cin Richard Anthony Charles Blackwell, Vito Pallavicini                              |                                             |                                             |          |
| 6 | Città vuota Mina Giuseppe Cassia, Doc Pomus, Mort Shuman                                 |                                             |                                             |          |
| 7 | È l’uomo per me Mina Diane Hildebrand, Gaspare Gabriele Abbate, Vito Pallavicini         |                                             |                                             |          |
| 8 | Il problema più importante Adriano Celentano Luciano Beretta, Miki Del Prete, Rudy Clark |                                             |                                             |          |
| 9 | Non ho l’età Gigliola Cinquetti Mario Panzeri, Nicola Salerno, Gene Colonnello           |                                             |                                             |          |
| 10 | Angelita di Anzio Los Marcellos Ferial Carlo Timò, Marcello Minerbi, Tullio Romano       |                                             |                                             |          |

## Belege
1. ↑  Che m’importa del mondo. In: HitParadeItalia. Abgerufen am 28. Juni 2019 (italienisch).

Siehe auch: Nummer-eins-Hits 1964 in  Australien, Belgien, Deutschland, Finnland, Frankreich, Irland, Kanada, den Niederlanden, Norwegen, Österreich, Spanien, den Vereinigten Staaten und im Vereinigten Königreich.